# آیین (ترانه تییستو، جوناس بلو و ریتا اورا)
«آیین» (به انگلیسی: Ritual) ترانه‌ای از دی‌جی هلندی تیستو، تهیه‌کنندهٔ موسیقی بریتانیایی جوناس بلو و خوانندهٔ بریتانیایی ریتا اورا از ششمین آلبوم استودیویی تیستو تحت عنوان جلسات لندن (۲۰۲۰) می‌باشد.